# Ricky Stenhouse jr.

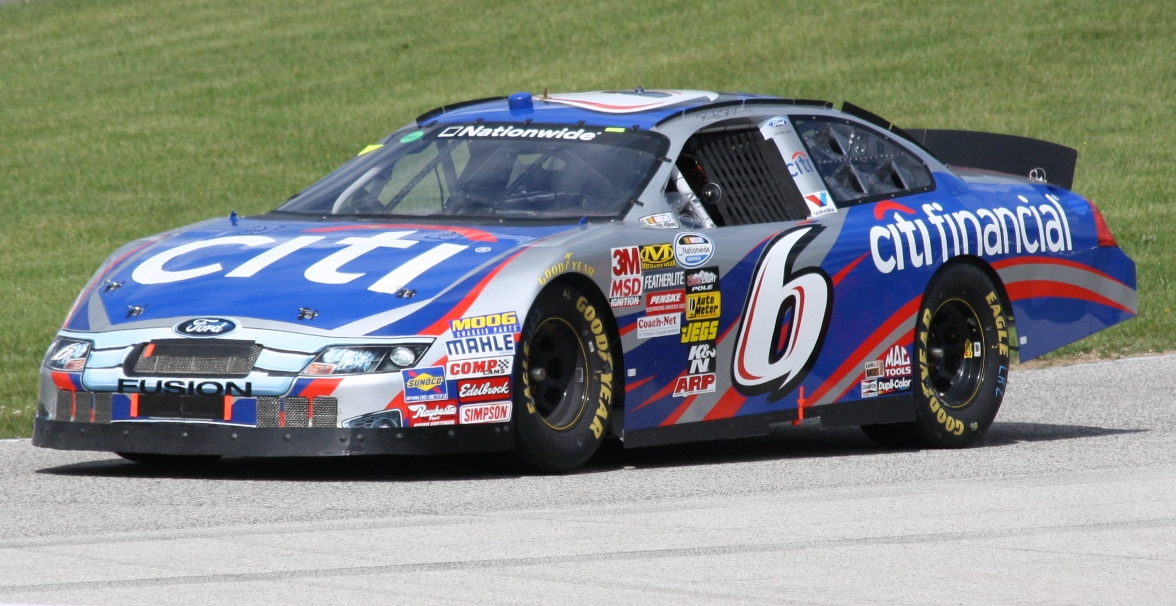
Stenhouse op Road America in 2010.

Ricky Stenhouse jr. (Olive Branch, Mississippi, 2 oktober 1987) is een Amerikaans autocoureur die actief is in de NASCAR Cup Series voor JTG Daugherty Racing.

## Carrière
Stenhouse debuteerde in 2009 op de Nashville Superspeedway in de NASCAR Nationwide Series voor Roush Fenway Racing. Hij reed dat jaar zeven races en veroverde zijn eerste poleposition op de Iowa Speedway. In 2010 reed hij een bijna volledig seizoen en finishte hij op de zestiende plaats van het eindklassement en werd daarmee rookie of the year. In 2011 reed hij een volledig seizoen en won hij beide races op de Iowa Speedway. Hij won het kampioenschap, mede dankzij de nieuwe regel dat vanaf 2011 de zogenaamde Buschwackers niet meer in aanmerking kwamen voor kampioenschapspunten. Stenhouse debuteerde in 2011 in de Sprint Cup tijdens de Coca-Cola 600. Hij finishte zijn debuutrace in de hoogste klasse van de NASCAR op de elfde plaats.
In 2012 won hij de Nationwide Series een tweede keer op rij nadat hij zes races gewonnen had. Hij reed dat jaar vier races in de Sprint Cup met een twaalfde plaats tijdens de AAA 400 als beste resultaat.
In 2013 maakte hij de overstap om fulltime te racen in de NASCAR Sprint Cup, opnieuw bij Roush Fenway Racing waar hij voorheen aan de slag was in de Nationwide Series.